# Zadars stadsvapen
Zadars stadsvapen (kroatiska: Grb Grada Zadra) är den kroatiska staden Zadars heraldiska vapen och en av dess symboler. Den nuvarande formen bygger på Zadars historiska stadsvapen. Sköldemärket symboliserar stadens skyddshelgon Sankt Chrysogonus.

## Beskrivning
Vapenskölden har en halvrund form. Mot röd bakgrund finns en riddare (Sankt Chrysogonus) till häst. Riddaren bär en gyllene rustning och har ett ungdomligt anlete. Han är barhuvad, mörkhårig och har en gyllene gloria kring huvudet. I sin vänstra hand håller han en triangulär vapensköld i silver med ett rött kors. I sin upphöjda högra hand håller han ett gyllene spjut med en flagga som i en halvcirkel vajar över hans huvud. Flaggar har ett rött kors mot silvrig botten och dess ände är tretungad. I sitt bälte har han ett gyllene svärd i slida och bakom hans skuldra vajar en blå kappa som är vikt tre gånger.
Riddarens häst är svart och den är i hopp. Dess främre ben är upplyfta och dess bakersta ben är fast förankrade i marken. Riddarens sadel är röd och dekorerad med en gyllene kant. Bakom ryttaren murar och tinnar i silver och under murarna blått vågigt hav.